# Clinodiplosis indica
Clinodiplosis indica är en tvåvingeart som först beskrevs av Rao 1953.  Clinodiplosis indica ingår i släktet Clinodiplosis och familjen gallmyggor. Inga underarter finns listade i Catalogue of Life.